# 遠矢車站
遠矢車站（日语：／ Tōya eki */?）是一由北海道旅客鐵道（JR北海道）所經營的鐵路車站，位於日本北海道釧路郡釧路町境內，是釧網本線沿線車站之一。隸屬JR北海道釧路支社管轄範圍，無人駐守的遠矢是由釧路車站代管。
車站名稱源自愛奴語中的「to-ya/」（湖岸）。雖然漢字寫法完全不同，但遠矢車站在日語中的發音與羅馬拼音方式，與位在室蘭本線上的洞爺車站完全相同。

## 歷史
- 1927年（昭和2年）9月15日 - 以國有鐵道車站開始營業，為一般車站。
- 1960年（昭和35年）7月10日 - 廢除貨運處理。
- 1973年（昭和48年）2月5日 - 廢除行李處理。
- 期間 - 車站簡易委託化。
- 1986年（昭和61年）11月1日 - 廢除交換設備。
- 1987年（昭和62年）4月1日 - 國鐵分割民營化後，由JR北海道繼承。
- 1988年（昭和63年） - 車站大樓改建。
- 1992年（平成4年）4月1日 - 廢除簡易委託，車站完全無人化。

## 車站周邊
- 國道391號
- 釧路町公所遠矢分所
- 釧路警察署遠矢派出所
- 遠矢郵政局（併設日本郵政釧路支店遠矢配送據點）
- 標茶町農業協同組合（JA標茶町）釧路町分所
- 太平洋預拌混凝土釧路工廠
- 岩保木山展望台
- 南蠻酊（なんばんてい）（以特產而著名）
- 釧路巴士「遠矢4丁目」車站

## 相鄰車站
北海道旅客鐵道（JR北海道）
■釧網本線
快速「知床」
塘路（B58）－釧路濕原（B56）（※）－遠矢（B55）－東釧路（B54）
普通
細岡（B57）－釧路濕原（B56）（※）－遠矢（B55）－東釧路（B54）
（※）釧路濕原站的通過停靠如下
・ 快速「知床」往釧路、2班上行普通列車全年停靠
・ 普通列車的最終、上行下行全年通過
・ 快速「知床」往網走、其他的普通列車只限5月1日（一部列車為4月29日）－11月30日停靠

## 外部連結
- （日語）JR北海道 – 遠矢車站 （页面存档备份，存于）
- （日語）全驛參觀之旅 （页面存档备份，存于）